# Tedeum
Tedeum è un film italiano del 1972 diretto da Enzo G. Castellari.